# Rendiconto finanziario
Il rendiconto finanziario (in vigore dal 01/01/2016 e si applica ai bilanci relativi agli esercizi finanziari aventi inizio a partire da quella data, inserito come obbligatorio dal decreto legislativo 139/2015, mentre in precedenza era previsto tra i documenti facoltativi. Lo stesso D. LGS. 139/2015, oltre ad inserirlo tra i libri obbligatori al comma 1 dell'articolo 2423 del codice civile, ha previsto l'articolo 2425-ter) nel quale viene definito come un documento finanziario del bilancio d'esercizio, in cui una società riassume tutti i flussi di cassa che sono avvenuti in un determinato periodo. Il documento, in particolare, riassume le fonti che hanno incrementato i fondi liquidi disponibili per la società e gli impieghi che, al contrario, hanno comportato un decremento delle stesse liquidità. I riferimenti per la compilazione di questo documento li ritroviamo per l'Italia nel principio OIC n.10; quest'ultimo afferma che il rendiconto finanziario deve riassumere:
1. l'attività di finanziamento (sia autofinanziamento sia esterno);
2. le variazioni delle risorse finanziarie causate dall'attività produttiva di reddito;
3. l'attività di investimento dell'impresa;
4. le variazioni della situazione patrimoniale-finanziaria.

Le finalità dei rendiconti finanziari sono:
1. Conoscere per effetto di quali cause è variata la situazione patrimoniale dell'impresa rispetto alla chiusura dell'esercizio precedente;
2. Esplicitare le modalità di reperimento delle risorse finanziarie,
3. Esplicitare le modalità di utilizzo delle risorse finanziarie;
4. Evidenziare le correlazioni esistenti tra le singole categorie di fonte e le singole categorie di impieghi;
5. Determinare le incidenze percentuali delle fonti e degli impieghi di risorse sul totale delle medesime.

In sintesi, il rendiconto finanziario è chiamato a informare sulle modalità di reperimento (fonti) e di utilizzo (impieghi) della risorsa finanziaria di volta in volta esaminata e individuata dal fondo di riferimento assunto nel rendiconto stesso.
Prima di procedere a qualunque analisi occorre stabilire quale sia la risorsa finanziaria di riferimento. Non esiste una nozione univoca di risorsa finanziaria, può essere individuata in:
1. capitale circolante netto (CCN);
2. nella cassa (cassa, saldo conti correnti attivi e passivi, titoli realizzabili a vista).
La scelta del fondo di riferimento è funzionale alle esigenze conoscitive dell'impresa. È utilizzato nelle scuole tecnico commerciali, oltre a costituire la base per il terzo tipo di analisi di bilancio, quella per flussi.
Secondo quanto riportato dall'art. 2425-ter del codice civile, dal rendiconto finanziario risultano, per l'esercizio a cui è riferito il bilancio e per quello precedente, l'ammontare e la composizione delle disponibilità liquide, all'inizio e alla fine dell'esercizio, ed i flussi finanziari dell'esercizio derivanti dall'attività operativa, da quella di investimento, da quella di finanziamento, ivi comprese, con autonoma indicazione, le operazioni con i soci.